# Perisphaerus aterrimus
Perisphaerus aterrimus är en kackerlacksart som beskrevs av Herbst 1786. Perisphaerus aterrimus ingår i släktet Perisphaerus och familjen jättekackerlackor. Inga underarter finns listade i Catalogue of Life.